# (612985) 2005 JA175
(612985) 2005 JA175 est un objet transneptunien faisant partie des cubewanos. 

## Caractéristiques
(612985) 2005 JA175 mesure environ 230 km de diamètre.